# Manuel José Doyagüe Jiménez
Manuel José Doyagüe Jiménez (Salamanca, 17 de febrer de 1755 - 18 de desembre de 1842) fou un compositor castellà.
Fill d'un artesà de la seva ciutat natal, estava destinat a seguir la humil condició del seu pare, però com que des d'infant manifestava les més felices disposicions per la música, la seva família massa modesta per costejar-li la deguda ensenyança, el feu ingressar entre els infants de cor de la catedral. Allà aprengué la música teòrica i practica i les humanitats.
El 1781, tenint Doyagüe vint-i-sis anys, es retirà el seu mestre de música i composició musical, Juan Martín, mestre de capella de la catedral de Salamanca, sent ell designat per a succeir-lo, confiant-li, ensems, la càtedra música de la universitat de Salamanca. En l'entremig havia acabat la carrera eclesiàstica i aconseguit una canongia en la catedral. Es diu que era de caràcter introvertit i poc sociable, que freqüentava el menys possible el tracte de la gent i que va viure sempre en el retir més absolut.
Ple d'entusiasme pel seu art, treballava incessantment en la producció de les seves composicions, però, sense ambicionar la fama, no tractava de divulgar-les, acontentant-se a fer-les executar en la catedral. Així s'explica que a penes fos conegut dels seus propis conciutadans, però el 1813, amb el motiu que la reina donà a llum, consentí en anar a la cort per a dirigir el seu grandiós Te Deum que havia compost per aquella ocasió, i el seu nom adquirí la merescuda celebritat. Aquesta es cimentà quan el 1820, en la mateixa capella, es cantà una missa seva a vuit veus, amb orquestra, la bellesa de la qual entusiasmà als entesos.
L'èxit d'aquesta composició valgué al seu autor el títol de professor honorari del Conservatori de Madrid. Però l'obra mestra d'aquest insigne compositor és, segons s'assegura, un Magnificat a vuit veus, amb orquestra i orgue obligat. El 1829 li fou enviat a Rossini un miserere de Doyagüe, i el mestre de Pesaro restà encantat de l'originalitat i elevació de l'obra, escrivint al mestre de Salamanca una alegre carta plena d'elogis.
Morí als vuitanta-set anys, sent enterrat amb gran pompa en el cementiri de Salamanca; més tard se li elevà un sarcòfag de marbre, depositant el Magnificat junt amb les seves restes.
Entre les nombroses produccions de Doyagüe, hi ha el magnificat del que ja se'n ha fet menció; un altre magnificat a quatre veus i orquestra; un altre magnificat en re a vuit veus, amb instruments; Lamentacons per Setmana Santa; tres misereres, en re, entre els quals s'hi troba el que fou enviat a rossini; altres misereres, en fa, a quatre veus, més senzills; una missa solemne, a vuit veus, orquestra i orgue obligat, en sol; una missa a quatre veus en fa; altres dues misses en la; una missa en si bemoll; els salms de les vespres de totes les festes; un rèquiem a quatre veus, cor i orquestra; un motet fúnebre a quatre veus, amb acompanyament de dos violins, alt i baix, en fa; diversos genitori; un gran Te Deum a vuit veus i orquestra; un nombre immens de salms, motets, villancecs, àries, duets i quartets, amb tota mena de combinacions de veu i d'instrumentació. Tota aquesta música és notabilissima sota tots els conceptes i fa honor al gran compositor salmantí.